# Вито Корлеоне
Дон Ви́то Корлео́не (итал. Vito Corleone), при рождении Ви́то Андоли́ни (итал. Vito Andolini), известный как «Крёстный отец» (англ. Godfather) — главный герой романа Марио Пьюзо «Крёстный отец» и второстепенный персонаж романа «Сицилиец».
Уроженец Сицилии и коренной итальянец Вито Андолини был вынужден эмигрировать в Америку, поскольку глава сицилийской мафии дон Чиччо объявил вендетту его семье после убийства отца Вито и неудавшейся попытки его старшего брата Паоло отомстить. Фамилию Корлеоне Вито получил при въезде в США, когда регистратор ошибочно вписал в графу «фамилия» место рождения юноши. В дальнейшем Вито Корлеоне возглавлял один из самых могущественных кланов итало-американской мафии — семью Корлеоне.
В одноимённой экранизации Фрэнсиса Форда Копполы 1972 года роль Вито Корлеоне исполнил Марлон Брандо. В картине «Крёстный отец 2» 1974 года молодого дона Корлеоне сыграл Роберт Де Ниро. Оба актёра получили премию «Оскар» за воплощение на киноэкране одного и того же персонажа, что стало первым случаем в истории кинематографа.

## Создание образа
Среди исторических личностей, на которых основан образ Вито Корлеоне, исследователи выделяют: Фрэнка Костелло, который, как и дон, стремился расширить своё влияние за счёт внедрения в политические структуры приближённых ему лиц; Вито Дженовезе, передавшего власть своему сыну после неудавшегося покушения на его жизнь; Джо Профачи, также занимавшегося продажей оливкового масла, выступавшей прикрытием его незаконной деятельности; и Карло Гамбино, также имевшего репутацию скромного человека, а на деле выступавшего серым кардиналом в мафиозных кругах.
Автор романа, Марио Пьюзо, передал Вито черты характера своей матери. Однажды Пьюзо попросили сравнить Вито с его матерью: «Как и дон, она могла быть чрезвычайно тёплой и чрезвычайно безжалостной. Мой отец был помещён в сумасшедший дом, и когда у него появилась возможность вернуться домой, моя мать приняла решение не впускать его. Он был бы обузой для семьи. Это решение под стать мафии».
Титул маркиза Корлеоне Сицилийского носил (помимо прочих титулов) лорд Линней Кленчарли, отец главного героя произведения Виктора Гюго «Человек, который смеётся».

### Исполнение и кастинг

#### Марлон Брандо
Приступив к работе над экранизацией «Крёстного отца», Пьюзо видел в роли Вито Корлеоне лишь одного актёра — Марлона Брандо. Несмотря на видение Пьюзо, руководство Paramount Pictures отклонило кандидатуру Брандо, в частности из-за провала последних картин с его участием, а также из-за вспыльчивого характера актёра. Коппола выбирал между Брандо и Лоренсом Оливье, однако агент Оливье отказался от предложения, сославшись на болезнь актёра. Тем не менее в том же году Оливье снялся в фильме «Игра на вылет». Главным кандидатом студии был Эрнест Боргнайн. Также рассматривались Джордж С. Скотт, Ричард Конте, Энтони Куинн и Орсон Уэллс.
После нескольких месяцев дебатов между Копполой и Paramount относительно участия Брандо двумя финалистами на роль выступили Боргнайн и Брандо, с последним из которых президент Paramount Стэнли Р. Джаффе потребовал провести кинопробы. Коппола не хотел обидеть Брандо и заявил, что ему необходимо протестировать оборудование, чтобы организовать кинопробы в резиденции Брандо в Калифорнии. Для создания образа Брандо засунул себе в щеки ватные шарики, намазал волосы кремом для обуви, тем самым сделав их темнее, и закатал воротник. Коппола поместил запись прослушивания Брандо в середину видеозаписей прослушиваний, когда те рассматривались руководством Paramount. Представители студии были впечатлены выступлением Брандо и позволили Кополле утвердить его на главную роль в том случае, если Брандо согласится на более низкую зарплату и внесёт залог в знак гарантии, что он не будет мешать производству картины. За роль Вито Корлеоне Брандо получил гонорар в размере 1,6 миллиона $.
Поскольку Брандо приходилось играть человека в более почтенном возрасте, чем он сам, актёру было выдано специальное стоматологическое приспособление, за счёт которого его нижняя челюсть заметно выступала вперёд. Актёр предпочитал использовать карточки-подсказки для чтения своих реплик во время съёмок. Коппола передал Брандо записи расследования организованной преступности 1950 года, в котором участвовали несколько реальных мафиози, в том числе Джозеф Валачи. Основываясь на манере речи последнего, Брандо наделил Корлеоне специфичным бормотанием, однако некоторые боссы Paramount сочли реплики персонажа тяжёлыми для восприятия. Первоначально Брандо должен был появиться в «Крёстном отце 2». Актёр согласился сняться в эпизоде, где Майкл сообщил о своём намерении пойти в армию, однако впоследствии отказался принять участие в съёмках по причине плохого отношения со стороны Paramount.

#### Роберт Де Ниро
Исполнитель роли молодого Вито Корлеоне Роберт Де Ниро изначально проходил прослушивание на роль Сантино Корлеоне, а затем должен был сыграть Поли Гато, но из-за съёмок в других проектах был вынужден отказаться от участия в «Крёстном отце». Де Ниро серьёзно отнёсся к перевоплощению в Вито Корлеоне, рассматривая роль дона как «научный эксперимент». Также он изучал записи выступлений Брандо, дабы научиться подражать его игре из первого фильма.

## Биография вымышленного персонажа

### Ранние годы
Вито Андолини родился в Корлеоне, сицилийском городе, расположенном в Италии. В романе говорится, что он родился 29 апреля 1887 года, однако в первом фильме на его надгробии на похоронах в качестве даты его рождения указана дата 7 декабря 1891 года. В 1901 году местный главарь мафии дон Чиччо убил отца Вито Антонио, когда тот отказался платить ему дань. Паоло, старший брат Вито, поклялся отомстить, но люди Чиччо убили и его. После этого мать Вито умоляла дона пощадить Вито, но мафиози отказался, опасаясь, что мальчик отомстит ему, когда повзрослеет. Тогда мать Вито приставила нож к горлу Чиччо, позволив своему сыну сбежать, в то время как люди Чиччо убили её. Друзья семьи тайно вывезли Вито из Сицилии, посадив его на корабль с иммигрантами, направляющимися в США. На острове Эллис сотрудник иммиграционной службы переименовал юношу в Вито Корлеоне, ошибочно используя место его рождения в качестве фамилии. Впоследствии Вито использовал фамилию Андолини в качестве своего второго имени как дань уважения к семейному наследию.
Вито воспитала семья Аббандандо, его дальние родственники, в Маленькой Италии в Нижнем Ист-Сайде Нью-Йорка. Он сильно сблизился с ними, в особенности с их сыном Дженко, вплоть до того, что считал его своим родным братом. Молодой Вито честно зарабатывал на жизнь в продуктовом магазине Аббандандо, однако старший Аббандандо был вынужден уволить его, когда Дон Фануччи, местный рэкетир, потребовал у лавочника, чтобы тот нанял его племянника.
В 1915 году Вито женится на иммигрантке с Сицилии Кармеле. Позднее у них рождается трое сыновей: Сонни, Фредо, Майкл, и дочь Конни.

Вито Корлеоне (в исполнении Роберта Де Ниро) во время убийства дона Фануччи

В 1920 году Вито подружился с мелкими преступниками Питером Клеменца и Сальваторе Тессио, которые научили его выживать, скупая краденые платья и оказывая услуги в обмен на лояльность. Фануччи узнал о деятельности Вито и потребовал долю в их прибыли, в противном случае грозясь сообщить о Вито и его партнёрах полиции. В ответ на угрозы гангстера Вито разработал план убийства Фануччи: во время фестиваля Святого Роха он преследовал Фануччи, передвигаясь по крышам Маленькой Италии, пока тот шёл домой. Вито вошёл в дом Фануччи и выстрелил ему в грудь, лицо и горло, отчего Фануччи скончался. В последующие годы Вито расширил своё влияние на территории Фануччи, относясь к его жителям с бо́льшей добротой и уважением, нежели его предшественник.
Вито и Дженко открыли компанию по импорту оливкового масла под названием Genco Pura Olive Oil Company, в дальнейшем ставшую крупнейшим в стране импортёром оливкового масла и основным юридическим прикрытием растущего синдиката организованной преступности Вито. Благодаря Genco Pura и своим незаконным операциям Вито достиг богатства и успеха. В 1923 году он вернулся на Сицилию, впервые с момента своего побега в детстве. Он и его партнёр дон Томмазино устранили людей дона Чиччо, причастных к убийству семьи Вито, и договорились о встрече с самим Чиччо. Вито вспорол живот пожилому дону, тем самым отомстив за убитых родственников. Томмазино захватил город и стал самым верным союзником семьи в течение следующей половины века.
К началу 1930-х годов Вито осуществлял свои преступные операции под эгидой преступного клана Корлеоне, одного из самых могущественных в стране. Дженко Аббандандо занял место консильери, а Клеменца и Тессио — капореджиме. Годы спустя он усыновил приятеля его старшего сына Сантино, Тома Хейгена, которого Сонни привёл на порог их дома. Когда Сонни повзрослел, Вито назначил его капореджиме и выбрал своим наследником. Фредо, средний сын Вито, считался слишком слабым и неразумным, чтобы заниматься важными семейными делами, отчего дон не передавал ему серьёзных дел. У Вито осложнились отношения со своим младшим сыном, Майклом, который не хотел иметь ничего общего с семейным бизнесом. Майкл вступил в армию во время Второй мировой войны вопреки желанию Вито. Когда Майкл получил ранение в бою, Вито использовал свои связи, чтобы того с почётом отправили в отставку и вернули в США, без ведома самого Майкла.
Примерно в 1939 году Вито переехал в новый дом и перенёс базу операций в Лонг-Бич, штат Нью-Йорк, на Лонг-Айленд, где Дженко продолжал служить ему в качестве верного советника до тех пор, пока не заболел раком и более не мог исполнять свои обязанности. Хейген, который к тому моменту стал практикующим юристом, занял его место.
Вито славился своей осторожностью и разумностью, однако не отказался от применения насилия. Когда его крестник, певец Джонни Фонтейн, захотел расторгнуть контракт с руководителем группы, Вито предложил выкупить его, однако тот отказался. В ответ на это Вито сделал руководителю оркестра «предложение, от которого тот не смог отказаться»: он пригрозил убить его, если тот не освободит Фонтейна за гораздо меньшую сумму.

### Крёстный отец

Дон Вито Корлеоне и его сыновья: Майкл, Сантино и Фредерико в день свадьбы Конни Корлеоне

В 1945 году Вито устраивает свадьбу своей дочери Конни и Карло Рицци. Дон Корлеоне чтит сицилийскую традицию не отказывать в покровительстве гостям в день свадьбы своей дочери: он поручает людям Клеменца избить двух студентов колледжа, изнасиловавших дочь друга семьи, Америго Бонасеры, и отправляет Тома Хейгена в Голливуд, чтобы тот убедил киномагната Джека Вольца дать роль Джонни Фонтейну в своём последнем фильме. Отказавшийся от просьбы дона Вольц просыпается в кровати и обнаруживает отрубленную голову своей призовой скаковой лошади.
Вскоре после главарь наркоторговцев Вёрджил Солоццо просит Вито инвестировать денежные средства в его деятельность. Находясь под покровительством конкурирующей семьи Татталья, Солоццо хочет политического влияния и правовой защиты Вито. Вито отказывается, полагая, что лояльные к нему политики и судьи отвернутся от семьи Корлеоне, если он будет заниматься торговлей наркотиками. Во время встречи Сонни проявляет интерес к сделке, из-за чего по окончании переговоров Вито отчитывает своего сына за то, что тот дал постороннему понять ход своих мыслей. Некоторое время спустя, когда Вито покупает апельсины во фруктовом ларьке, появляются люди Солоццо с оружием наготове. Вито бежит к своему Кадиллаку, однако получает пять пулевых ранений от киллеров. Фредо, сопровождавший Вито, роняет пистолет и не может открыть ответный огонь, поэтому убийцы убегают.
Вито выживает, а Солоццо совершает вторую попытку убийства в больнице. Марк МакКласки — коррумпированный капитан полиции, получающий жалованье у Солоццо, — убирает телохранителей Вито, оставив его без защиты. Тем не менее Майкл прибывает в больницу за несколько минут до неминуемого нападения. Понимая, что его отец в опасности, Майкл перевозит отца в другую комнату и подтверждает свою верность у его постели.
Пока Вито выздоравливает, Сонни исполняет обязанности главы семьи. Майкл, зная, что его отец никогда не будет в безопасности, пока жив Солоццо, убеждает Сонни позволить ему убить Солоццо и МакКласки. Майкл встречается с ними в ресторане в Бронксе, забирает пистолет, оставленный Клеменцей в уборной, и убивает их. Затем Майкла доставляют контрабандой на Сицилию, под защиту друга и делового партнёра Вито, дона Томмазино. Смерть Солоццо и МакКласки разжигает войну между семьями Корлеоне и Татталья, при этом другие семьи Нью-Йорка поддерживают последних. После убийства Сонни от рук людей Барзини Вито восстанавливает контроль в городе и заключает мирное соглашение между семьями. В ходе переговоров о мире он понимает, что это дон Барзини организовал покушение на его жизнь и убийство Сонни.
Майкл возвращается домой, чтобы стать наследником Вито. Он женится на своей девушке Кей Адамс, а Вито уходит на пенсию, назначив Майкла действующим главой семьи, чего никогда не хотел для любимого сына. Также дон Корлеоне становится его неформальным консильери, заменив Хейгена. Майкл убеждает Вито приостановить преступную деятельность семьи Корлеоне. В то же время Майкл и Вито тайно планируют устранить других нью-йоркских донов, позволяя им свести на нет интересы семьи Корлеоне, чтобы усыпить их бдительность.
Вито предупреждает Майкла, что Барзини устроит убийство Майкла под видом встречи и будет использовать одного из самых доверенных членов семьи Корлеоне в качестве посредника. Вскоре после этого, 29 июля 1955 года, Вито умирает от сердечного приступа в своём саду, играя со своим внуком, сыном Майкла Энтони. В романе его последними словами были: «Жизнь так прекрасна».
На похоронах Вито Тессио непреднамеренно раскрывает своё предательство, когда говорит Майклу, что Барзини хочет встречи, которую собирается организовать на своей территории в Бруклине, где Майкл будет в безопасности. Несколько дней спустя Майкл уничтожает других нью-йоркских донов, а также приказывает убить Тессио и Карло Рицци за сговор с Барзини вместе с гангстером из Лас-Вегаса Мо Грином, препятствующим приобретению Майклом казино. Таким образом, семья Корлеоне восстанавливает свой статус самой влиятельной преступной организации в стране.

## Другие появления
Вито Корлеоне является второстепенным персонажем игры «The Godfather: The Game», где для его озвучивания использовались архивные записи Марлона Брандо. Он становится свидетелем смерти Джонни Трапани, пообещав его сыну Альдо, что тот сможет отомстить, когда станет старше. Годы спустя, в день свадьбы Конни, Вито отправляет Луку Брази защитить Альдо, когда его мать Серафина выражает беспокойство относительно того, что Альдо связался с бандой Бауэри. Когда Вёрджил Солоццо организовывает покушение на дона, Альдо и Фредо доставляют Вито в больницу. Впоследствии глава семьи Корлеоне присутствует на посвящении Альдо в солдато. В дальнейшем он даёт главному герою игры несколько поручений. В своём последнем появлении Вито просит Майкла назначить Альдо капореджиме.

## Критика и наследие
Фраза дона Вито Корлеоне «Я сделаю ему предложение, от которого он не сможет отказаться» получила 2-е место среди самых запоминающихся выражений в истории кино в рейтинге «100 лет… 100 киноцитат» по версии Американского института киноискусства.
За роль Вито Корлеоне Брандо был удостоен премии «Оскар», однако актёр не присутствовал на церемонии вручения и отказался от награды по идейным соображениям, в знак протеста против отношения американской киноиндустрии к коренным американцам. Де Ниро одержал победу на 47-й церемонии вручения «Оскар» в номинации лучшая мужская роль второго плана, что сделало его и Брандо первыми актёрами в истории, получившую премию за роль одного и того же персонажа.
Журнал Premiere назвал Вито Корлеоне «величайшим персонажем в киноистории». Empire поместил его на 53-е место среди «100 величайших персонажей фильмов». В 2010 году, Time выбрал Вито Корлеоне победителем в топе «10 гангстеров в поп-культуре». В том же году, Вито занял 1-е место среди «20 лучших вымышленных криминальных боссов» по версии журнала Paste. Вито Корлеоне занял 3-е место среди «величайших бандитов и гангстеров из кино и сериалов» по версии пользователей портала Ranker.
Представленный в 1987 году персонаж DC Comics Кармайн Фальконе основан на сыгранном Марлоном Брандо доне Вито Корлеоне из фильма «Крёстный отец». В интервью один из создателей персонажа Джефф Лоэб заявил, что властность и мудрость Фальконе «позаимствованы» у Вито Корлеоне.
Актёр Михаил Ульянов не скрывал, что при создании образа в роли криминального авторитета «Отца» из российского фильма «Антикиллер» (2002) перенял хрипатость и манеры поведения дона Корлеоне из фильма «Крёстный отец» в исполнении Марлона Брандо: «Почему бы, в самом деле, не сгустить краски и вместо российского вора в законе не сыграть американского мафиози? А вернее, не его, а просто в своей игре передать игру великого актёра в подобной роли?».

### В поп-культуре
В мультфильме «Карапузы в Париже» 2000 года Анжелика Пиклз и Чаки Финстер пародируют дона Корлеоне, воспроизводя сцену с выслушиванием просьб гостей на свадьбе Конни. В мультсериале «Звёздные войны: Войны клонов» появляется персонаж по имени Хатт Марло, названный в честь Марлона Брандо и подражающий его игре в роли Вито Корлеоне. В эпизоде «Блюз о ребёнке и Мо» мультсериала «Симпсоны», Мо Сизлак пересказывает Мэгги Симпсон сюжет трилогии Копполлы; в то время как сам дон Корлеоне фигурирует в рассказе, Мо пародирует сцену его смерти, засунув себе в рот апельсин. В мультфильме 2016 года «Зверополис» Морис ЛаМарш озвучил персонажа Мистера Бига, арктическую бурозубку-мафиози, который является пародией на Вито Корлеоне в исполнении Брандо. В мультсериале «Гриффины», в эпизоде «Останься с Мэг», Крис Гриффин пародирует Вито Корлеоне в момент убийства дона Фануччи.